# Ulica Henryka Sienkiewicza w Sanoku
Ulica Henryka Sienkiewicza w Sanoku – ulica w dzielnicy Śródmieście miasta Sanoka.
W przeszłości wzdłuż biegu późniejszej ulicy znajdowały się ogrody należące do fundacji szpitalnej. Założona ulica została nazwana imieniem Henryka Sienkiewicza w 1913, gdy wyznaczono jej bieg od skrzyżowania z ulicą Tadeusza Kościuszki w kierunku południowym do przejazdu kolejowo-drogowego przy stacji Sanok Miasto, gdzie przechodzi w Bartosza Głowackiego, która w przeszłości obejmowała zasięgiem ulicę H. Sienkiewicza. Rozwój ulicy wiązał się z powstaniem stacji kolejowej Sanok Miasto i wybudowaniem siedziby Dyrekcji Skarbu.
Podczas II wojny światowej w trakcie okupacji niemieckiej ulica została przemianowana na Bergstrasse.
Ulica przynależy do rzymskokatolickiej parafii Przemienienia Pańskiego w Sanoku. Do ulicy dojeżdżają linie autobusowe nr 1, 7, 29, 38 MKS w Sanoku.

## Zabudowa
- Budynek biurowy pod numerem 1. Obiekt został oddany w 1987, a roboty budowlane wykonywało Sanockie Przedsiębiorstwo Budowlane[6]. Siedzibę w nim objęły m.in. Urząd Skarbowy w Sanoku[7], Powszechna Spółdzielnia Spożywców w Sanoku[8], Sanocka Spółdzielnia Mieszkaniowa[9].
  - Przed 1939 pod numerem 1 działała Kasa Chorych[10].
- Kamienica pod numerem 2.
- Kamienica pod numerem 3. W przeszłości należąca do rodziny Słuszkiewiczów, zamieszkiwał w niej ostatni przedwojenny burmistrz Sanoka, Maksymilian Słuszkiewicz[11][12]. W 1931 właścicielami budynku byli Sameccy[10]. W 2. połowie XX wieku zamieszkiwały w niej pochodzące z rodu Słuszkiewiczów siostry Czesława (po mężu Szczepkowska) i Zygmunta[13]. Budynek został wpisany do gminnego rejestru zabytków miasta Sanoka, opublikowanego w 2015[14].
- Blok mieszkalny należący do służby zdrowia[15].
- Budynek pod numerem 5, pierwotnie własności rodziny Rylskich, później mieściła się w nim Dyrekcja Skarbu, Powiatowa Komenda Policji Państwowej, Urząd Skarbowy, Gestapo i areszt śledczy StaPo, Powiatowy Urząd Bezpieczeństwa Publicznego, Komenda Milicji Obywatelskiej, Komenda Rejonowa i Powiatowa Policji)[16]. Budynek wpisany do gminnego rejestru zabytków miasta Sanoka, opublikowanego w 2015[14].
- W 1931 właścicielem budynku pod numerem 6 był dr Władysław Królicki[10][15]. W 1938 do numeru 6 ulicy był przypisany adwokat dr Eugeniusz Szatyński[17].
- Blok mieszkalny pod numerem 7. W okresie PRL pod tym adresem działał bar „Express”[18]. W lokalach parterowych mieszczą się obiekty handlowe oraz Jadłodajnia Towarzystwa Pomocy im. św. Brata Alberta[19] (otwarta 12 grudnia 1991[20]).
- Kamienica pod numerem 8. Własność rodziny Gilewiczów, zamieszkiwali w niej m.in. lekarz dr Adam Gilewicz, adwokat dr Izasław Fell[21].
- Kamienica pod numerem 10. Własność Zeńczaka[15].
- Adres pod numerem 12. W latach 20. XX wieku na pustym terenie w tym miejscu urządzano nieregularnie festyny oraz imprezy rozrywkowe[15]. W 1938 pod numerem 12 była zlokalizowana pracownia kupiecka Gimnazjum Kupieckiego[22]. Od 1950 budowano siedzibę dyrekcji i administracji Sanockiego Kopalnictwa Nafty i Gazu na obszarze przekazanym przez miasto Sanok w formie dzierżawy na okres 80 lat[23][16]. W wybudowanym gmachu pod numerem 12 później podjął działalność Oddział w Sanoku PGNiG S. A.[24].
- Dom pod numerem 15. Pierwotnie budynek figurował pod numerem konskrypcyjnym 814, a potem pod adresem ul. numerem 9 ulicy[10]. Zamieszkiwali w nim Ksawery Korab-Brzozowski (1856-1931), który pełnił funkcję radcy sądowego i sędziego oraz Helena z domu Kłobukowska (1871-1954, właścicielka w 1931) oraz dzieci Wacław (ur. 1892), Władysław (ur. 1895), Witold (ur. 1899) – żołnierzy artylerii Wojska Polskiego oraz Helena (1903-1938, po mężu Romer) i Maria, której mąż Jerzy Adamski (żołnierz, ziemianin, urzędnik), został późniejszym posiadaczem domu[25][26][27][28][29] (do 1939 dom w jego posiadaniu był pod numerem 9). Na fasadzie budynku pozostał herb Korab rodu Brzozowskich[25].
- Dom pod numerem 20.
- Budynek pod numerem 20. Działają w nim podmioty usługowo-handlowe.